# Кыласово городище
Кыла́сово городи́ще (Анюшка́р) — памятник родановской археологической культуры (Пермь Великая). Действовало в IX-XV веках. Памятник археологии федерального значения.
Городище располагается на территории Чёрмозского городского поселения в Ильинском районе Пермского края, в 800 м юго-восточнее села Кыласова, на высоком мысу правого берега реки Иньва (сейчас — Камского водохранилища).
Площадь городища защищена высоким валом (до 3,5 м), усиленным частоколом и рвом.
На городище обнаружены остатки наземных жилищ раннего и позднего этапов родановской культуры, хозяйственные ямы, очаги, остатки ремесленных мастерских, жертвенные комплексы, много орудий труда, предметов быта и украшений, арабские и среднеазиатские монеты.
На северной окраине села Кыласова обнаружен могильник того же времени, что и городище.